# متلازمة كهريزي
متلازمة كهريزي (KHRZ) هي مرض وراثي جسمي متنحي يُشخص من خلال التخلف العقلي وإعتام عدسة العين والسرطان الجلد والحُداب وخشونة الوجه الناجمة عن طفرة متماثلة في جين SRD5A3 

## العلامات والأعراض
تشمل أعراض متلازمة كهريزي إعتام عدسة العين وجسر الأنف العريض والإعاقة الذهنية الشديدة بالإضافة للتأخر الحركي والورمُ الوعائيّ الشُعريّ وثُلاَمَةُ القُزَحِيَّة، والأنف المُنتفخ، وحُداب صدري.